# Белінгтон (Західна Вірджинія)
Белінгтон (англ. Belington) — місто (англ. town) в США, в окрузі Барбур штату Західна Вірджинія. Населення — 1805 осіб (2020).

## Географія
Белінгтон розташований за координатами 39°0′54″ пн. ш. 79°56′27″ зх. д. / 39.01500° пн. ш. 79.94083° зх. д. (39.015088, -79.940836).  За даними Бюро перепису населення США в 2010 році місто мало площу 5,52 км², з яких 5,34 км² — суходіл та 0,18 км² — водойми.

## Демографія
Згідно з переписом 2010 року, у місті мешкала 1921 особа в 776 домогосподарствах у складі 548 родин. Густота населення становила 348 осіб/км².  Було 878 помешкань (159/км²).
Расовий склад населення:
| - 98,3 % — білих - 0,3 % — чорних або афроамериканців - 0,1 % — вихідців з тихоокеанських островів - 0,1 % — азіатів |

До двох чи більше рас належало 0,8 %. Частка іспаномовних становила 1,0 % від усіх жителів.
За віковим діапазоном населення розподілялося таким чином: 23,8 % — особи молодші 18 років, 58,2 % — особи у віці 18—64 років, 18,0 % — особи у віці 65 років та старші. Медіана віку мешканця становила 40,9 року. На 100 осіб жіночої статі у місті припадало 90,8 чоловіків;  на 100 жінок у віці від 18 років та старших — 91,1 чоловіків також старших 18 років.
Середній дохід на одне домашнє господарство  становив 47 847 доларів США (медіана — 34 438), а середній дохід на одну сім'ю — 53 569 доларів (медіана — 41 033). Медіана доходів становила 34 479 доларів для чоловіків та 25 536 доларів для жінок. За межею бідності перебувало 22,6 % осіб, у тому числі 28,8 % дітей у віці до 18 років та 9,4 % осіб у віці 65 років та старших.
Цивільне працевлаштоване населення становило 827 осіб. Основні галузі зайнятості: освіта, охорона здоров'я та соціальна допомога — 23,3 %, роздрібна торгівля — 12,2 %, виробництво — 11,4 %.